# 克莱德·金
克莱德·金（英語：Clyde King，1898年9月6日—1982年8月20日），美国前男子赛艇运动员。他曾代表美国参加1920年夏季奥林匹克运动会赛艇比赛，获得男子八人单桨有舵手金牌。